# Amina Weira
Amina Weira, née en 1988 à Arlit au Niger, est une réalisatrice nigérienne.

## Biographie
Amina Weira est né en 1988 à Arlit, une ville de la région d'Agadez au nord du Niger. Amina est titulaire d'un master 1 en réalisation documentaire de création, à L'École supérieure des sciences de la communication et des médias (Ex IFTIC, Niamey). Elle poursuivra à l’Université Gaston Berger de St-Louis (Sénégal) pour un Master 2 en réalisation documentaire.
Amina a réalisé le court-métrage documentaire de fin d’études, C’est possible qui a été sélectionné dans de nombreux festivals (Cinémas d’Afrique Lausanne, Caméra des champs, Rencontres Sobatè Ouagadougou…). Elle est également monteuse et assistante à la réalisation (Koukan Kourcia, les médiatrices de Sani Magori).
Amina est la fille d’un ancien ouvrier qui a travaillé pendant 35 ans dans les mines d’exploitation d’uranium à Arlit, Amina Weira a réalisé sur ce sujet en 2016 le documentaire ,La Colère dans le vent et le distributeur de ce film est vrai vrai films,,,.

## Distinctions
- 2016 : Prix du Premier Film Professionnel, Festival Traces de vie,Clermont-Ferrand[7]
- 2016 : Meilleur Film Documentaire Moyen-Métrage, Toukountchi Festival de Cinéma du Niger[7]
- 2016 : Mention Spéciale du Jury Moyen-Métrage, Festival International du Documentaire, Saint-Louis du Sénégal
- 2017 : Prix Développement durable attribué par l’IFDD, Festival Vues d’Afrique, Canada
- 2017 : Prix Meilleur court et moyen métrage attribué par l’OIF, Festival Vues d’Afrique, Canada
- 2017 : 3e Prix du Jury, Festival Caméras des champs, Ville-sur-Yron
- 2017 : Mention Spéciale du Jury, Festival Filmer le travail, Poitiers
- 2018 : Prix Spécial du Jury, Green Image Film Festival, Tokyo - Japon
- 2022 : Pépite d'Or du rêve Africain[8]

## Filmographie
- 2011 : La Musique des films
- 2012 : Des études aux miels
- 2013 : C'est possible[9]
- 2016 : La Colère dans le vent[10]
- 2018 : Libre de partir, libre de rester[11],[12]